# Durant (Mississippi)
Durant è una città (city) degli Stati Uniti d'America, situata nella contea di Holmes, nello Stato del Mississippi.